# Маканда (Илиноис)
Маканда (енгл. Makanda) град је у америчкој савезној држави Илиноис.

## Демографија
По попису из 2010. године број становника је 561, што је 142 (33,9%) становника више него 2000. године.
| Група             | 2000.       | 2010.       |
| Белци             | 401 (95,7%) | 481 (85,7%) |
| Афроамериканци    | 11 (2,6%)   | 20 (3,6%)   |
| Азијати           | 2 (0,5%)    | 37 (6,6%)   |
| Хиспаноамериканци | 2 (0,5%)    | 15 (2,7%)   |
| Укупно            | 419         | 561         |